# Xiuladora fumada
La xiuladora fumada (Colluricincla tenebrosa) és un ocell de la família dels paquicefàlids (Pachycephalidae).

## Hàbitat i distribució
Viu entre la malesa del bosc i vegetació secundària a les illes Palau des de Babeldaob cap al sud fins Peleliu.